# Lethrinus harak
Lethrinus harak là một loài cá biển thuộc chi Lethrinus trong họ Cá hè. Loài cá này được mô tả lần đầu tiên vào năm 1775.

## Từ nguyên
Từ định danh harak bắt nguồn từ Abu m’hárrak, tên thường gọi trong tiếng Ả Rập của loài cá này ở Biển Đỏ.

## Phân bố và môi trường sống
L. harak có phân bố rộng khắp vùng Ấn Độ Dương - Thái Bình Dương, từ Biển Đỏ dọc theo Đông Phi trải dài về phía đông đến quần đảo Marshall, quần đảo Samoa và Tonga, ngược lên phía bắc đến Nam Nhật Bản, giới hạn phía nam đến Úc và Nouvelle-Calédonie. L. harak cũng xuất hiện dọc theo bờ biển Việt Nam, xa nhất đến Côn Đảo, quần đảo Hoàng Sa và quần đảo Trường Sa.
L. harak sống gần các rạn san hô, trên nền cát, vụn san hô hoặc thảm cỏ biển, trong đầm phá và có khi tiến vào đầm lầy ngập mặn, độ sâu đến ít nhất là 50 m.

## Mô tả
Chiều dài cơ thể lớn nhất được ghi nhận ở L. harak là 55 cm, nhưng thường bắt gặp với chiều dài trung bình khoảng 30 cm.
Thân có màu nâu lục hoặc xám, chuyển sang màu trắng bạc ở thân dưới, nổi bật với một vệt đen lớn hình elip kèm theo viền vàng nằm ngay dưới đường bên. Vài cá thể có thể xuất hiện những chấm màu xanh lam nhạt ở rìa dưới của mắt và lỗ mũi. Vây ngực, vây bụng, vây lưng và vây hậu môn có màu trắng hoặc phớt hồng, riêng vây lưng và vây hậu môn có đốm hoặc sọc mờ; vây đuôi màu cam hoặc hơi đỏ.
Số gai ở vây lưng: 10 (gai thứ 4 hoặc 5 thường dài nhất); Số tia vây ở vây lưng: 9; Số gai ở vây hậu môn: 3; Số tia vây ở vây hậu môn: 8; Số tia vây ở vây ngực: 13; Số vảy đường bên: 46–47.

## Sinh thái
Thức ăn của L. harak bao gồm động vật da gai, động vật giáp xác, động vật thân mềm, giun nhiều tơ và cá nhỏ.
Độ tuổi lớn nhất mà L. harak đạt được là 15 năm ở Nouvelle-Calédonie, còn ở quần đảo Yaeyama, tuổi cao nhất của loài này nhỏ hơn không đáng kể, 14 năm. Ở Sudan và Kenya, loài này sinh sản tập trung vào từ tháng 10 đến tháng 4 năm sau; còn ở Nhật, L. harak sinh sản từ tháng 4 đến tháng 11.
L. harak có thể là một loài lưỡng tính tiền nữ, tức cá đực trưởng thành là từ cá cái chuyển đổi giới tính mà ra.
L. harak cùng hai loài cá khác là cá dìa Siganus sutor và cá bạc má (Rastrelliger kanagurta) đã được sử dụng để nghiên cứu sự tích tụ kim loại nặng ở cá biển ngoài khơi thành phố Dar es Salaam, Tanzania. Các nhà nghiên cứu đã chọn vây cá để kiểm tra nồng độ kim loại trong cơ thể chúng, nhưng chỉ có thể phát hiện ra một số kim loại. Mức độ hấp thụ kim loại nhôm, cadmi, đồng, sắt, chì và kẽm ở 3 loài cá này dưới mức tối đa mà FAO/WHO cho phép đối với các độc tố có trong thực phẩm, nhưng nồng độ asen lại cao vượt mức cho phép ở L. harak và R. kanagurta.

## Thương mại
Ở Guam, L. harak là một trong những loài bị đánh bắt nhiều nhất và là mục tiêu của nghề đánh bắt thủ công. Trên thị trường, L. harak chủ yếu được bán ở dạng tươi sống.